# بنغلاديش
بَنْكَلَادِيش (بالبنكالية: বাংলাদেশ؛ بالهندستانية: ؛ ومعناه: بِلَادُ البَنْكَالِ) دولة تقع في جنوب شرق قارة آسيا واسمها الرسمي جُمْهُورِيَّةُ بَنْكَلَادِيشَ الشَّعْبِيَّةُ. تحدها الهند من كل الجهات ما عدا جهة أقصى الجنوب الشرقي التي تحدها منها ميانمار وحتى أقصى جنوب شرق القارة ويحدها من الجنوب ساحل البنغال. تُشكّل بنغلاديش مع الولاية الهندية في غرب البنغال منطقة البنغال العرقية متعددة اللغات. يشير اسم بنغلاديش إلى «دولة البنغال» باللغة البنغالية الرسمية وعاصمتها دكا وتتبع بنغلاديش النظام الجمهوري البرلماني.
أسست الحدود الحالية لدولة بنغلاديش مع تقسيم البنغال والهند في عام 1947، عندما أصبحت الإقليم الشرقي لدولة باكستان حديثة التأسيس وكان يعرف باسم باكستان الشرقية. وكانت الهند تفصل هذا الإقليم عن الشطر الغربي لباكستان والذي كان يعرف باسم باكستان الغربية بمسافة 1,600 كم تقريبًا (حوالي 1,000 ميل). أدى الإهمال الاقتصادي والتمييز السياسي إلى ثورة شعبية ضد غرب باكستان، الأمر الذي أدّى إلى قيام حرب الاستقلال في عام 1971 وانفصال باكستان الشرقية وقيام دولة بنغلاديش. بعد استقلال الدولة الجديدة، استمرت بها المجاعات والكوارث الطبيعية وانتشر في أنحائها الفقر والاضطرابات السياسية والانقلابات العسكرية. شهدت البلاد استقرارا نسبيا وتقدما اقتصاديا منذ عام 1991 عقب عودة النظام الديمقراطي في البلاد.
تُعد دولة بنغلاديش الدولة السابعة على العالم من حيث عدد السكان وتدخل أيضًا ضمن الدول شديدة الكثافة السكانية والتي ترتفع بها معدلات الفقر. على الرغم من ذلك، فإن الناتج الإجمالي المحلي للفرد للسعر المعدل في ضوء نسبة التضخم قد زاد إلى أكثر من الضعف منذ عام 1975 وقلّت معدلات الفقر في الدولة إلى 20% منذ بداية التسعينيات. وقد وضعت بنغلاديش في قائمة الدول الإحدى عشر المتوقع تفوقها اقتصاديا.
على الصعيد الجغرافي، تستقر دولة بنغلاديش داخل دلتا الكنك الخصبة والتي فرعاها نهرا الكنك والبراهمبوترا، وتتعرض إلى الفيضانات السنوية الناتجة عن الرياح الموسمية والأعاصير الحلزونية. إن بنغلاديش إحدى الدول الأعضاء في اتحاد دول الكومنولث واتحاد جنوب شرق آسيا للتعاون الإقليمي ومبادرة خليج البنغال للتعاون الاقتصادي والفني في المجالات المتعددة (البيمستيك) ومؤتمر القمة الإسلامي ومجموعة الدول الثمانية النامية. كما تشير المذكرة الخاصة بالدول التي أصدرها البنك الدولي في عام 2005 إلى أن بنغلاديش أحرزت تقدمًا مذهلاً في التنمية البشرية في مجالات التعليم والمساواة بين الذكور والإناث في التعليم والحد من النمو السكاني.

## أصل التسمية
تتكون كلمة بنغلادش من شقين، «بنغلا» تشير إلى البنغال ودش بمعنى بلد أو أرض، أي تعني أرض البنغال. الأصل الدقيق لكلمة البنغال غير معروف، على الرغم من يعتقد أنه يمكن أن مستمد من قبيلة درافيدية اسمها بانجا التي استقرت في المنطقة في حوالي العام 1000 قبل الميلاد. كما أن تكهنات أخرى تشير إلى أن الاسم مشتق من بانجا أو بونجا بمعنى إله الشمس.

## التاريخ

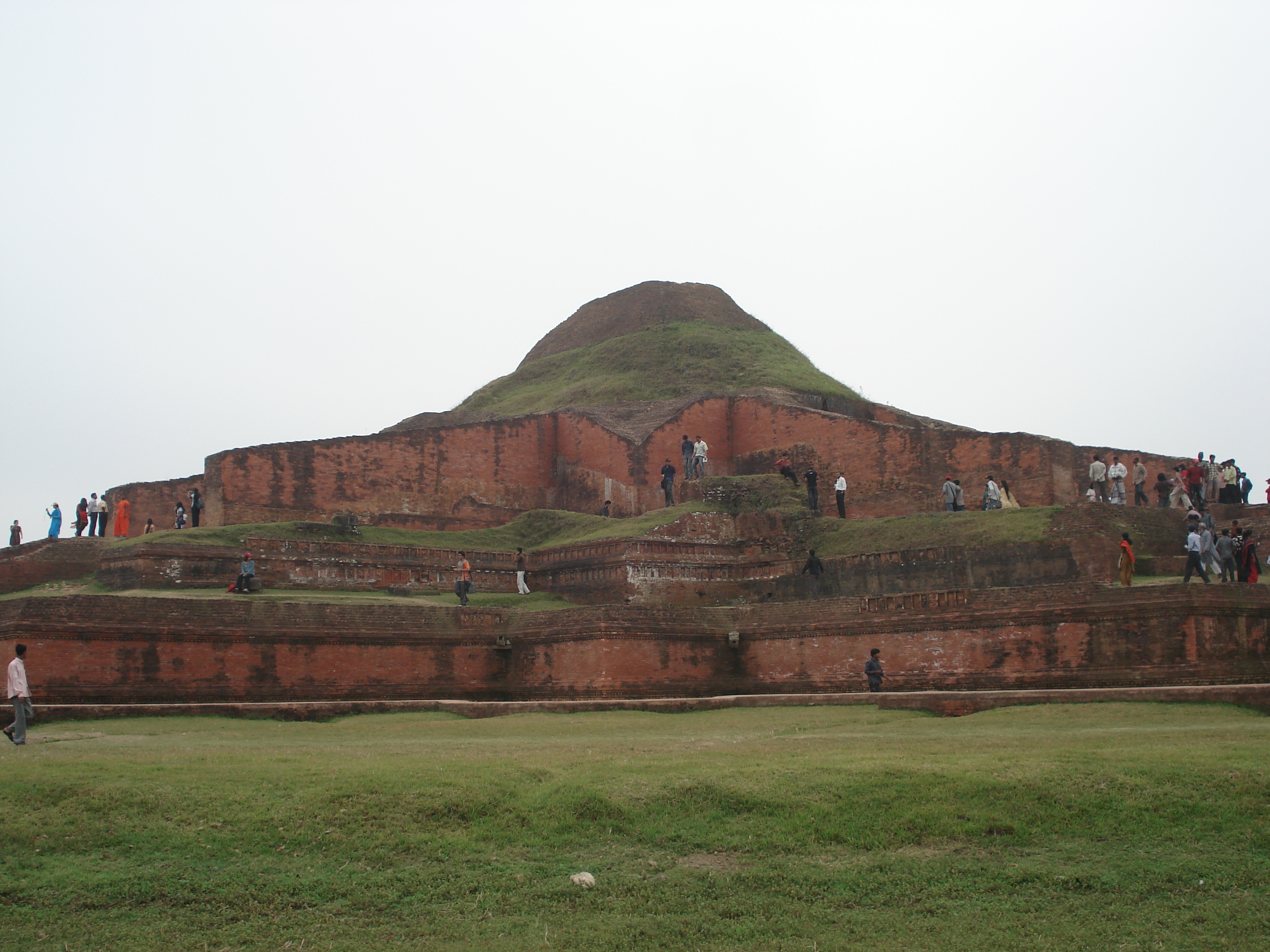
يعتبر دير Somapura Mahavihara في مدينة باهربور من أكبر الأديرة البوذية في بنغلاديش وفي شبه القارة الهندية قام ببنائه دهارمابالا (Dharmapala) البنغال.

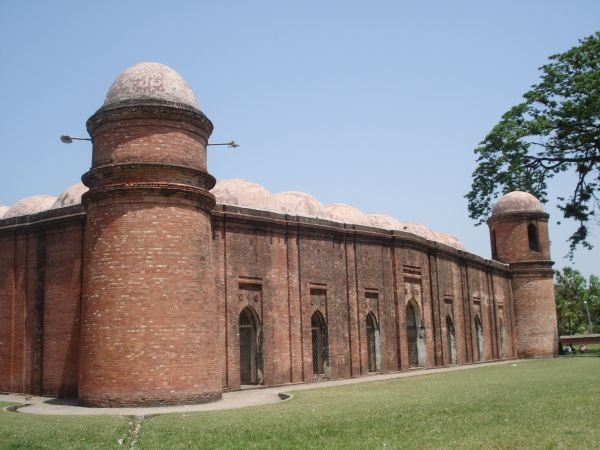
مسجد الستون قبة في مدينة باجيرهات والذي تم تأسيسه في القرن الخامس عشر وهو أكبر المساجد التاريخية في بنغلاديش بالإضافة إلى أنه موقع أثري عالمي.

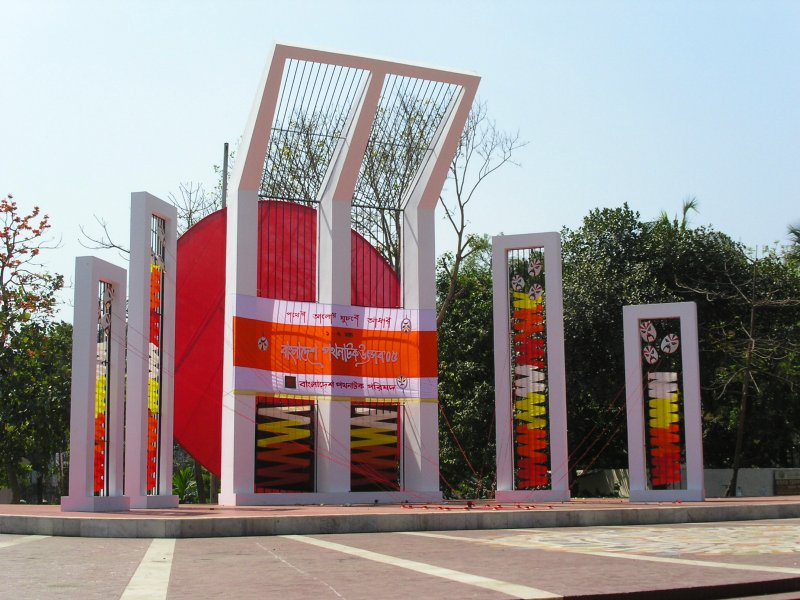
نصب الشهيد مينار الذي يخلد ذكرى حركة المطالبة باستخدام اللغة البنغالية كلغة رسمية وهو من المعالم المعروفة في بنغلاديش.

ترجع آثار الحضارة في منطقة البنغال العظمى إلى حوالي أربعة آلاف سنة عندما استقر في هذه المنطقة سكان درافيديا وهي منطقة تقع في جنوب الهند وسكان التبت وميانمار وسكان جنوب شرق آسيا. إن الأصل الصحيح لكلمة البنغال غير معروف، على الرغم من أنه يُعتقد أنه مشتق من كلمة «بانج» وهي إحدى القبائل الناطقة بلغة سكان درافيديا والتي استقرت في تلك المنطقة منذ حوالي ألف سنة قبل الميلاد.
- تكونت مملكة جانجاريداي منذ القرن السابع قبل الميلاد وتوحدت فيما بعد مع بيهار تحت مظلة إمبراطوريات ماغادا وناندا وماوريان وسونجا. أصبحت البنغال فيما بعد جزءً من إمبراطورية جوبتا وإمبراطورية هارشا من القرن الثالث وحتى القرن السادس الميلادي. وبعد انهيارها، قام أحد النشطاء البنغاليين والذي يدعى شاشانكا بإنشاء مملكة قوية ولكنها كانت سريعة الزوال. يُعد شاشانكا أول ملك مستقل في تاريخ بنغلاديش. بعد فترة من الفوضى السياسية، تولى حكم البلد أفراد العائلة الحاكمة بالا البوذية لمدة أربعمائة سنة ثم حكم بعدهم العائلة الحاكمة سينا الهندوسية لفترة قصيرة.

### دخول الإسلام
دخل الإسلام إلى البنغال في القرن الثاني عشر الميلادي عن طريق التجار العرب المسلمين وبعض الصوفيين التبشيريين ثم ساعدت الفتوحات الإسلامية في انتشار الإسلام في أنحاء البلد. قام القائد التركي باكثير خيلجي بإلحاق الهزيمة بلاكشمان سين وهو أحد أفراد الأسرة الحاكمة الهندوسية سينا (Sena) واحتل أجزاءً كبيرة من البنغال. حكم المنطقة العديد من الأسر الحاكمة من السلاطين والإقطاعيين خلال مئات السنين القليلة التالية. ومع حلول القرن السادس عشر، حكمت الإمبراطورية المغولية منطقة البنغال وأصبحت داكا إحدى المراكز المحلية المهمة للإدارة المغولية.

### الاحتلال البريطاني
- دخل التجار الأوروبيون المنطقة متأخرًا في القرن الخامس عشر وزاد نفوذهم في البلد حتى تمكنت شركة شرق الهند البريطانية من السيطرة على البنغال بعد معركة "بلاسي" في عام 1757.[15] نتج عن التمرد الدموي في عام 1857 والذي عُرف باسم تمرد سيبوي انتقال السلطة إلى الملك مع وجود نائب بريطاني يتولى القيام بمهام الإدارة.[16] في أثناء الحكم الاستعماري، أرهقت المجاعات منطقة شبه القارة الهندية العديد من المرات والتي شملت أيضًا مجاعة البنغال الكبرى في عام 1943 والتي نتج عنها وفاة ثلاثة ملايين شخص.[17]
- في الفترة ما بين عامي 1905 و 1911، كانت هناك محاولة فاشلة لتقسيم إقليم البنغال إلى منطقتين وتكون داكا هي عاصمة المنطقة الشرقية للإقليم.[18]

### باكستان الشرقية
عندما قُسمت الهند في عام 1947، قُسمت البنغال بناءً على أسس دينية؛ حيث انضم الجزء الغربي من الإقليم إلى الهند والجزء الشرقي انضم إلى باكستان تحت مسمى البنغال الشرقية (والتي سميت فيما بعد بباكستان الشرقية) وعاصمتها داكا. في عام 1950، اكتملت حركة إصلاح الأراضي في البنغال الشرقية عن طريق التخلص من النظام الإقطاعي الزامنداري. على الرغم من الثِقل الاقتصادي والسكاني للشرق، فإن الطبقات الارستقراطية الغربية كانت تسيطر على الحكومة والجيش الباكستاني. كانت حركة اللغة البنغالية في عام 1952 الإشارة الأولى للخلاف بين الجزء الشرقي والغربي في باكستان وكان هدف هذه الحركة هو جعل اللغة البنغالية هي اللغة الرسمية لباكستان. استمرت حالة الاستياء من الحكومة المركزية حول القضايا الثقافية والاقتصادية في الزيادة خلال العقد التالي، والتي ظهرت خلالها عصبة أواميليك وكانت بمثابة الصوت السياسي للشعب البنغالي. أثارت تلك العصبة الشعور العام من أجل حركة المطالب الستة: حركة قومية بنغلاديشية تزعمها الشيخ مجيب الرحمن أدت إلى الاستقلال في عام 1960 وفي عام 1966 تم سجن رئيس العصبة «الشيخ مجيب الرحمن» وتم الإفراج عنه في عام 1969 بعد قيام ثورة شعبية غير مسبوقة.

### الاستقلال
- في عام 1970، هبَّ إعصار شديد على ساحل شرق باكستان وكانت استجابة الحكومة ضعيفة جدًا تجاه هذه الأزمة. ازداد غضب الشعب البنغالي عندما تم إبعاد الشيخ مجيب الرحمن عن أي مناصب في الدولة وكانت قد فازت عصبة أواميليك التي يرأسها بأغلبية الأصوات في البرلمان في انتخابات[22] عام 1970. بعد ترأسه لمباحثات تسوية مع مجيب الرحمن، قام الرئيس يحيى خان بالقبض عليه في الساعات الأولى من صباح يوم 26 مارس 1971 وشنّ عملية مناورة[23] كانت عبارة عن هجوم عسكري مستمر على باكستان الشرقية. كانت الأساليب التي استخدمها يحيى خان دموية للغاية ونتج عن عنف الهجوم وفاة العديد من المدنيين.[24] شملت الأهداف الرئيسية ليحيى خان المفكرين والهندوس مما نتج عنه فرار حوالي عشرة ملايين لاجئ إلى الهند.[25] ويتراوح عدد من تعرضوا لتلك المذابح في خلال فترة الحرب ما بين ثلاثمائة ألف إلى ثلاثة ملايين شخص.[24]

وقبل أن يتم القبض عليه بواسطة الجيش الباكستاني، أعلن الشيخ مجيب الرحمن رسميًا استقلال بنغلاديش وأمر كل فرد أن يقاتل حتى يتم جلاء آخر جندي من الجيش الباكستاني عن باكستان الشرقية. فرَّ أغلبية قادة عصبة أواميليك وشكّلوا حكومة في المنفى في مدينة كالكتا في الهند. ثم حلفت الحكومة المنفية اليمين رسميًا أمام موجيب نجار في مقاطعة كوستيا في باكستان الشرقية في الرابع عشر من أبريل عام 1971. استمرت حرب تحرير بنغلاديش لمدة تسعة شهور. كانت حرب العصابات التي تقوم بها قوات التحرير والجنود النظاميين البنغاليين تلقى الدعم من القوات المسلحة الهندية في ديسمبر عام 1971. حقق التحالف بين الجيش الهندي وقوات التحرير نصرًا ساحقًا في أنحاء باكستان الشرقية في يوم 16 ديسمبر عام 1971 وسيطر على حوالي 90.000 سجين حرب. 

نصب Jatiyo Smirti Soudho الذي شيد تخليدًا لذكرى شهداء حرب تحرير بنغلاديش

### الحكومات البنغالية
أصبحت بنغلاديش بعد استقلالها دولة برلمانية ديمقراطية وأصبح مجيب الرحمن أول رئيس للوزراء. في عام 1973، حصلت عصبة أواميليك في الانتخابات البرلمانية على الأغلبية المطلقة للأصوات. ثم حدثت مجاعة في جميع أنحاء الدولة في عامي 1973 و 1974 وفي بداية عام 1975 بدأ مجيب الرحمن القيام بدور اشتراكي أحادي الحزب من خلال الحزب الجديد الذي شكله والذي أطلق عليه اسم BAKSAL وهو عبارة عن تحالف بين عصبة أواميليك وحزب كريشاك سراميك والذي كان يدعم مجيب الرحمن في بنغلاديش.
في الخامس عشر من أغسطس عام 1975، اغتيل مجيب الرحمن وأفراد عائلته على يد مجموعة من الضباط العسكريين ذوي الرتب المتوسطة.
في الشهور الثلاثة التالية بلغت سلسلة الانقلابات الدموية والانقلابات المضادة ذروتها من أجل تسلم الجنرال ضياء الرحمن السلطة والذي قام بإعادة تكوين سياسة متعددة الأحزاب وأنشأ الحزب الوطني البنغلاديشي.
كان الحاكم التالي لبنغلاديش هو الجنرال حسين محمد إرشاد والذي وصل إلى السلطة عن طريق انقلاب دون سفك للدماء في عام 1982 وظل حاكمًا لبنغلاديش حتى عام 1990، عندما أُجبِر على التخلي عن منصبه تحت ضغط من الممول الغربي في ظل حدوث تغيير كبير في السياسة الدولية بعد انتهاء النظام الشيوعي عندما شعر الحكام الطغاة المناهضين للشيوعية بعدم ضرورة وجود هذا النظام.
منذ ذلك الحين، رجع نظام الحكم في بنغلاديش إلى النظام البرلماني الديموقراطي. ثم كان لأرملة ضياء الرحمن وهي خالدة ضياء دورًا في قيادة الحزب الوطني البنغلاديشي إلى النجاح في البرلمان في الانتخابات العامة في عام 1991 وأصبحت أول رئيسة للوزراء في تاريخ بنغلاديش.
على الرغم من ذلك، فإن إحدى بنات مجيب الرحمن وهي الشيخة حسينة ترأست عصبة أواميليك وأمسكت بزمام السلطة في الانتخابات التالية في عام 1996، ولكنها خسرتها لصالح الحزب الوطني البنغلاديشي في عام 2001.
في 11 يناير 2007، وبعد فترة من العنف الذي اجتاح أنحاء البلاد، عينت حكومة انتقالية (حكومة مؤقتة) لإدارة شئون الانتخابات العامة القادمة. عانت الدولة من الفساد الشامل والاضطرابات والعنف السياسي. كان من أولويات الحكومة الانتقالية الجديدة التخلص من الفساد على جميع المستويات الحكومية. إلى هذا الحد، تم القبض على العديد من رجال السياسة والمسئولين ومنهم خالدة ضياء وإبنها والشيخة حسينة، بالإضافة إلى عدد كبير من أعضاء الحزب في تهم فساد ورشوة.
أقامت الحكومة الانتقالية انتخابات نزيهة وحرة في 29 ديسمبر عام 2008. حققت عصبة أواميليك انتصارًا ساحقًا بقيادة الشيخة حسينة وأقسمت اليمين كرئيسة للوزراء في 6 يناير عام 2009. في يناير 2024، حصلت رابطة عوامي بقيادة رئيسة الوزراء الشيخة حسينة على فترة ولاية رابعة على التوالي في الانتخابات العامة في بنغلاديش، وكان حزب جاتيا هو حزب المعارضة الرئيسي.
في أعقاب الاحتجاجات التي اندلعت على مستوى البلاد ضد حكومة رابطة عوامي، في الخامس من أغسطس 2024، أُجبرت رئيسة الوزراء الشيخة حسينة على الاستقالة بعد 15 عامًا من الحكم والفرار من بنجلاديش إلى الهند.

## السياسة

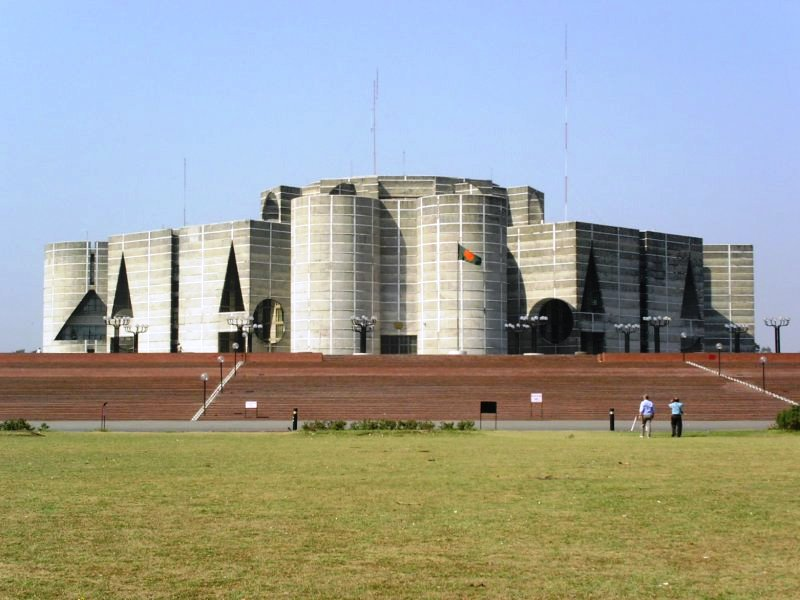
مبنى البرلمان البنغلاديشي Jatiyo Sangshad Bahban

### نظام الحكم
إن نظام الحكم في بنغلاديش برلماني ديموقراطي. تُقام الانتخابات المباشرة والتي يدلي بأصواتهم فيها كل المواطنين فوق الثمانية عشر عامًا كل خمس سنوات، وذلك لانتخاب برلمان أحادي المجلس المعروف باسم جاتية سنسد. يُعرف مبنى البرلمان في بنغلاديش باسم جاتيو سانجشاد بهابان والذي صممه المهندس المعماري لويس خان. ويحتوي على 345 عضوًا ومنهم 45 مقعدًا للنساء يتم انتخابهم في الدوائر الانتخابية بنظام الاقتراع الفردي. ثم يقوم رئيس الوزراء بصفته رئيسًا للحكومة بتشكيل مجلس الوزراء وإدارة الشئون اليومية للدولة. في الوقت الذي يتم فيه تعيين رئيس الوزراء من خلال رئيس الدولة، فإن رئيس الوزراء يجب أن يكون عضوًا في البرلمان ويطلب الحصول على الثقة من أغلبية أعضاء البرلمان. يُعد منصب رئيس الدولة من المناصب المهمة في الدولة ويتم انتخابه بواسطة أعضاء البرلمان.

### الحكومة المؤقتة
على الرغم من ذلك، فإن سلطات رئيس الدولة زادت كثيرًا في أثناء تولّي الحكومة المؤقتة مسئولية إدارة الانتخابات وانتقال السلطة. يجب أن يكون المسئولين في الحكومة الانتقالية من الأفراد غير الموالين للأحزاب ويتم منحهم ثلاثة شهور لإتمام مهمتهم. تُعد الإجراءات الانتقالية شيئاً مبتكرًا أول من طبقته هي بنغلاديش في انتخاباتها في عام 1991، ومن ثم تم تشريعها في عام 1996 من خلال التعديل الدستوري الثالث عشر.

### الدستور
إن أكبر هيئة قضائية في بنغلاديش هي المحكمة العليا. ويقوم رئيس الجمهورية بتعيين القضاة. إن المؤسسات القضائية والقانونية في بنغلاديش ضعيفة. تم تطبيق فصل السلطات القضائية عن التنفيذية في الأول من نوفمبر عام 2007. من المتوقع أن يجعل ذلك الفصل السلطة القضائية أقوى وأنزه. جدير بالذكر أن القوانين في بنغلاديش يتم وضعها بشكل غير دقيق اعتمادًا على القانون الإنجليزي العام، ولكن يتم وضع القوانين المتعلقة بالمسائل الأسرية، مثل الزواج والميراث على أساس النصوص الدينية؛ ومن ثم تختلف بين المجتمعات الدينية في بنغلاديش.

### الأحزاب
الحزبين الرئيسيين في بنغلاديش هما عصبة عوامي البنغلاديشية والحزب الوطني البنغلاديشي. تقود الحزب الأخير خالدة ضياء والتي وجدت حلفائها بين الأحزاب الإسلامية، مثل الجماعة الإسلامية البنغلاديشية وجماعة أويكا جوتا الإسلامية، بينما تنحاز عصبة أوامي بقيادة الشيخة حسينة مع اليساريين والأحزاب العلمانية. إن حسينة وخالدة ضياء متنافستين متعصبتين وقد سيطرتا على الأمور السياسية لمدة خمسة عشر عامًا وهما امرأتان لكل منهما علاقة بأحد قادة حركة تحرير بنغلاديش. يُعد الحزب الوطني أحد الأحزاب المهمة في بنغلاديش والذي يرأسه الحاكم العسكري السابق إرشاد. اشتدت المنافسة بين الحزب الوطني البنغلاديشي وعصبة أوامي وزادت من حدته الاحتجاجات وأعمال العنف والقتل. إن الباحثين السياسيين في بنغلاديش أصحاب مكانة عالية وقوة حيث يمثلون تراث عصر حركة التحرير. لدى أغلب الأحزاب السياسية في بنغلاديش جماعات من الباحثين النشطين ويتم انتخاب هؤلاء الباحثين في البرلمان.
- تمت إدانة الأحزاب المسلمة المتطرفة في بنغلاديش وهي جماعة مسلمي جاجراتا وجاناتا البنغلاديشية وجماعة المجاهدين البنغلاديشيين في فبراير عام 2005. حيث اعتبِرت تلك الجماعات هي المسئولة عن الهجمات التفجيرية التي حدثت عام 1999 وتم احتجاز المئات من الأعضاء المشتبه فيهم في عمليات أمنية موسعة وتضمنت تلك العمليات أيضًا رؤساء تلك الجماعات في 2006. الحالة الأولى التي تم تسجيلها لعملية تفجيرية انتحارية حدثت في بنغلاديش كانت في نوفمبر عام 2005.

### نظام الانتخابات
في 22 يناير 2007، تم تأجيل الانتخابات بشكل غير محدد وتم إعلان قانون الطوارئ في 11 يناير عام 2007 عندما كان الجيش يقوم بدعم الحكومة الانتقالية لفخر الدين أحمد والتي تهدف إلى إعداد قائمة جديدة من الناخبين وقمع الفساد المنتشر في أنحاء البلاد. تهدف الحكومة أيضًا إلى إقامة انتخابات جديدة في عام 2008 بيد أن عدم وجود التوافق بين لجان الانتخاب والأحزاب الحكومية والسياسية يهدد ذلك الموعد النهائي للانتخابات. خلقت الممارسات الحكومية بعض الشكوك في أمر الانتخابات بينما تم احتجاز قائدتي الحزبين الحاكمين في بنغلاديش وهما خالدة زيوار والشيخة حسينة وواجهتا تهمًا جنائية في المحكمة ولا زالت الأساليب السياسية الداخلية المحظورة تُمارس. قاموا أيضًا بمساعدة الحكومة البنغلاديشية المؤقتة كدفعة ضد الفساد والذي يبدو أنه يستهدف رجال السياسة والخصوم. تفشت أيضًا عمليات الاحتجاز غير القانونية والتعذيب للحصول على الاعترافات.
- في النهاية، كان هناك تحالف كبير قادته عصبة أوامي والتي فازت في الانتخابات في 29 ديسمبر عام 2008. حققت عصبة أوامي فوزًا ساحقًا في الانتخابات. وحصلت على 230 مقعدًا من بين 300 مقعد في البرلمان.[40]

### السياسة الخارجية
تسعى دولة بنغلاديش لتحقيق سياسة خارجية معتدلة تعتمد كثيرًا على الدبلوماسية متعددة الأطراف، وخاصةً في الأمم المتحدة. في عام 1947، التحقت بنغلاديش بكلٍ من اتحاد دول الكومنولث والأمم المتحدة ومنذ ذلك الوقت تم انتخابها لترأس مجلس الأمن في دورتين الأولي في 1978-1979 والثانية في 2000-2001. في عام 1980، لعبت بنغلاديش دورًا قياديًا في تأسيس اتحاد جنوب شرق آسيا للتعاون الإقليمي من أجل توطيد علاقاتها مع دول جنوب شرق آسيا. منذ إنشاء ذلك الاتحاد في عام 1985، شغلت بنغلاديش منصب السكرتير العام له مرتين.
كانت أكثر العلاقات الخارجية أهميةً وتعقيدًا لبنغلاديش مع الهند. تشكلت تلك العلاقات عن طريق الروابط التاريخية والثقافية وشكلت جزءً مهمًا من الشئون السياسية الداخلية.
بدأت العلاقات بين الهند وبنغلاديش تأخذ شكلاً إيجابيًا بسبب مساعدة الهند لبنغلاديش في حرب الاستقلال وإعادة إعمارها في فترة ما بعد الحرب. بمرور السنين، شهدت العلاقات بين الهند وبنغلاديش العديد من التقلبات لعدد من الأسباب. قدمت صحيفة «الواشنطن بوست» تقريرًا عن السبب الرئيسي لذلك التوتر بين الدولتين وهو سد الفاراكا. في عام 1975، أنشأت الهند سدًا على نهر الكنك على بعد 11 ميل (18 كـم) من الحدود البنغلاديشية. احتجت بنغلاديش على بناء السد وقالت إنه يحول جزءً كبيرًا من الماء الذي تحتاجه الدولة ويضيف إليها كارثة إنسانية أخرى إلى جانب الكوارث الطبيعية التي تتعرض لها الدولة بالفعل. هذا بالإضافة إلى أن بناء السد نتج عنه بعض العواقب البيئية السيئة. على الجانب الآخر، عبرت الهند عن قلقها من الانفصاليين المناهضين للهند والمحاربين للمسلمين والتي ادعت أيضًا أنه يتم إيوائهم على 2,500-ميل (4,000 كـم) حدودها، بالإضافة إلى تدفق المهاجرين غير الشرعيين؛ ومن ثم ستقوم بوضع سياج على معظم الحدود. على الرغم من ذلك، ففي عام 2007 تعهدت الدولتان في خلال اجتماعات اتحاد دول جنوب شرق آسيا للتعاون الإقليمي بالعمل بشكل تعاوني من أجل تحقيق الأمن وحل المشاكل الاقتصادية والمشاكل المتعلقة بالحدود.

### القوات المسلحة
في عام 2018، كان عدد العناصر الناشطة في الجيش البنغالي 157,000، باستثناء القوتين الجوية والبحرية. بالإضافة إلى الأدوار الدفاعية التقليدية، كانت القوات العسكرية مطالبة بمنح الدعم للهيئات المدنية للتقليل من الكوارث والحفاظ على الأمن الداخلي في فترات الاضطرابات السياسية. لم تعد بنغلاديش الآن جاهزة لخوض أية حرب قادمة، لكنها ساهمت بإرسال 2.300 جندي إلى قوات التحالف التي حاربت في حرب الخليج العربي في عام 1991 وتُعد بنغلاديش أحد المساهمين الرئيسيين في قوات حفظ السلام التابعة للأمم المتحدة في جميع أنحاء العالم. في مايو عام 2007، تم نشر الجنود البنغلاديشيين في جمهورية الكونغو الديمقراطية وليبيريا والسودان وتيمور الشرقية وساحل العاج لحفظ السلام. تتمتع بنغلاديش بعلاقات طيبة ووثيقة مع جمهورية الصين والتي قامت في العقد الماضي على وجه الخصوص بزيادة التعاون الاقتصادي مع دول جنوب شرق آسيا. في الفترة ما بين عامي 2006 و2007، ارتفعت نسبة التجارة بين البلدين إلى 28.5% وكانت هناك اتفاقات بينهما للموافقة على دخول العديد من سلع بنغلاديش إلى السوق الصينية دون فرض تعريفة جمركية عليها. تزايد أيضًا حجم التعاون بين القوات العسكرية البنغلاديشية وجماعات جيش التحرير عن طريق توقيع الاتفاقيات العسكرية المشتركة وحصول بنغلاديش على الأسلحة الصينية والتي تتراوح بين الأسلحة الخفيفة وحتى المقاتِلات البحرية الكبيرة مثل بارجة إطلاق الصواريخ من النوع 053H1.

## التقسيم الإداري

### المقاطعات

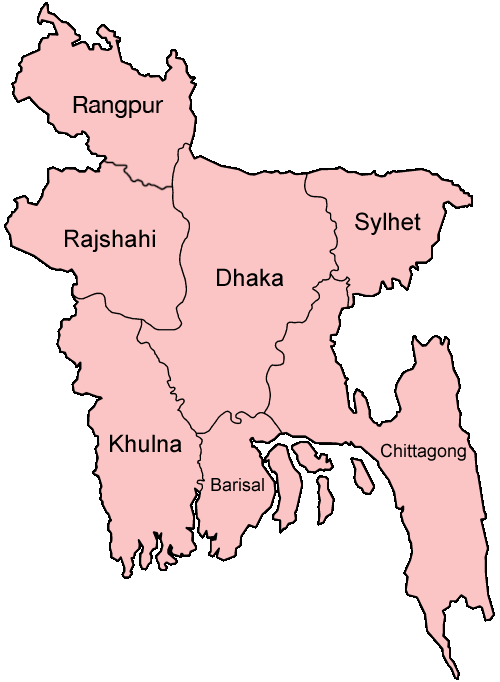
المقاطعات الإدارية في بنغلاديش، توضح تلك الخريطة أكبر الوحدات وهي المقاطعات.

تنقسم بنغلاديش إلى ثمان مقاطعات إدارية وتُسمّى كل منها على اسم المركز الرئيسي الخاص بها وهي: باريسال (বরিশাল) وجاتجام (চট্টগ্রাম) وداكا (ঢাকা) وكهلنا (খুলনা) وراجشاهي (রাজশাহী) وسيلهت (সিলেট) ورانجبور (রংপুর) وميمينسينغ (ময়মনসিংহ)
- تُقسم المدن الكبرى إلى مقاطعات. توجد 64 مقاطعة في بنغلاديش وتُقسم كل منها إلى مقاطعات فرعية أو مراكز شرطة. يتم تقسيم المنطقة التي تكون ضمن نطاق مركز الشرطة، ماعدا المناطق التي تقع في العاصمة، إلى عدة مراكز ويتكون كل مركز من عدد كبير من القرى. في المناطق التي تقع في العاصمة، يتم تقسيم مراكز الشرطة إلى دوائر والتي يتم تقسيمها أيضًا إلى مراكز. لا يتم انتخاب مسئولين في تلك الأقسام أو الأحياء أو المناطق. يتم عقد انتخابات مباشرة لكل اتحاد أو حي، ويتم خلاله انتخاب رئيس لتلك المنطقة ومعه عدد من الأعضاء. في عام 1997، تم إصدار قانون من البرلمان يقضي بحجز ثلاثة مقاعد من أصل اثني عشر مقعدًا في كل اتحاد للمترشحين من النساء.[47]

#### المدن
عاصمة بنغلاديش هي داكا وتُعد أكبر المدن في بنغلاديش. تتضمن المدن الرئيسية في بنغلاديش أيضًا جاتجام وكهلنا وراجشاهي وسيلهت وباريسال. يكون لتلك المدن العاصمية انتخابات للمحافظين بينما تقوم المجالس البلدية الأخرى بانتخاب رئيس لها. يتم انتخاب العُمد أو رؤساء الأحياء لفترة تمتد لخمس سنوات.
| المدينة | تعداد السكان (حسب إحصاءات عام 2007) | عدد الزائرين (حسب تعداد السكان عام 2007) |
| ------- | ----------------------------------- | ---------------------------------------- |
| داكة    | 6.737.774 مليون نسمة                | 12,295,728 مليون نسمة                    |
| جاتجام  | 2.532.421 مليون نسمة                | 3.720.437 مليون نسمة                     |
| كهلنا   | 842.995 ألف نسمة                    | 1.355.354 مليون نسمة                     |
| راجشاهي | 459.682 ألف نسمة                    | 756.359 ألف نسمة                         |
| سيلهت   | 445.798 ألف نسمة                    | --                                       |
| باريسال | 195.955 ألف نسمة                    | --                                       |

## الجغرافيا

### الموقع

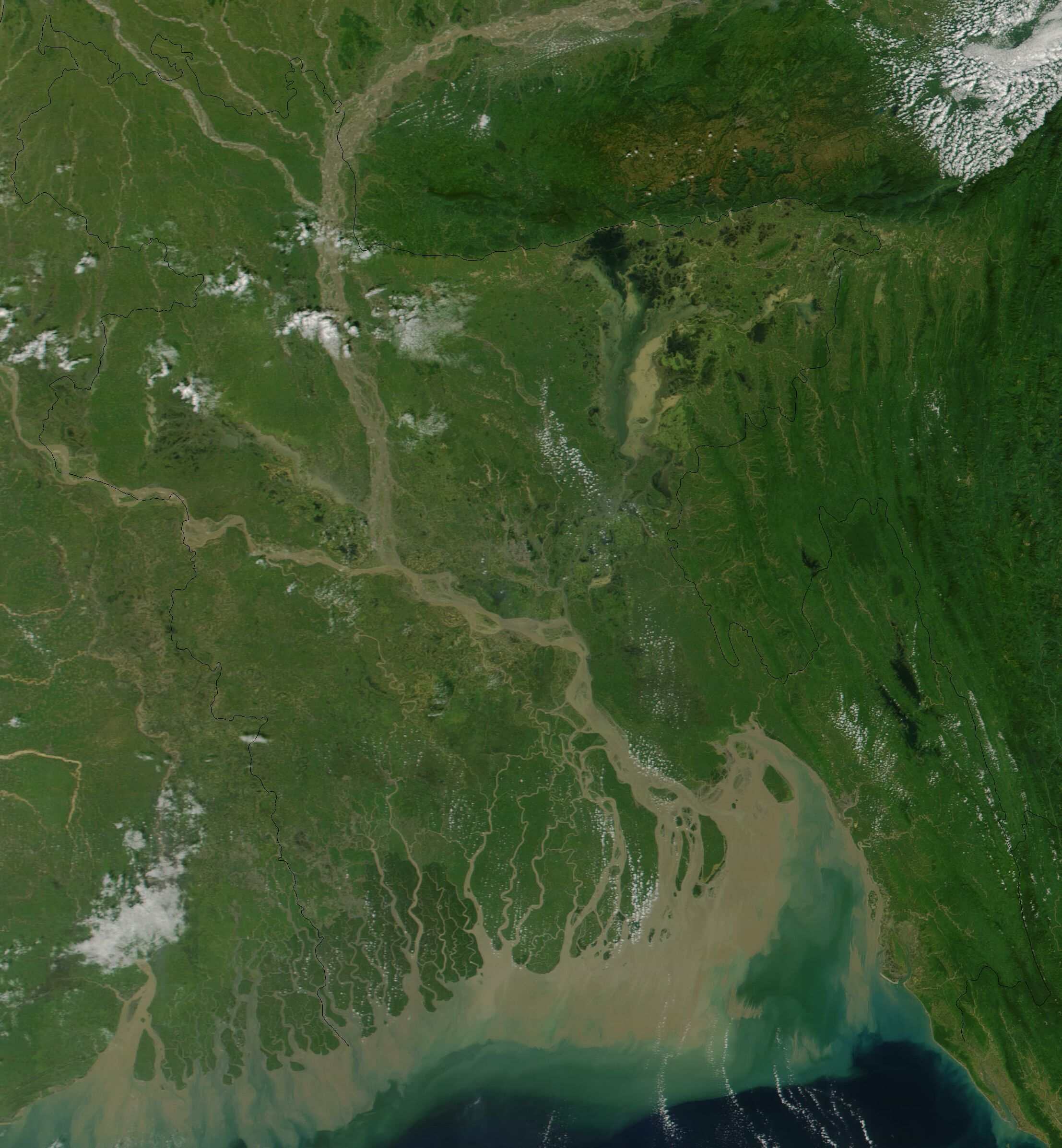
صورة التقطها القمر الصناعي توضح الملامح الطبيعية لبنغلاديش.

تقع بنغلاديش في منطقة الدلتا التي يكون فرعيها نهري الكنك والبراهمبوترا أو دلتا الجانج. تتكون الدلتا من التقاء نهري الكنك (الاسم المحلي بادما) وبراهمبوترا (جامونا أو جومونا) وأنهار ميجنا وروافدها. يرتبط نهر الكنك مع نهر جامونا (وهو أحد القنوات الرئيسية لنهر البراهمبوترا) ويربط أيضًا بنهر الميجنا ليصب في خليج البنغال. تجعل التربة المليئة بالطمي والتي تترسب عن طريق تلك الأنهار هذه المنطقة من أخصب الأراضي في العالم. يمر من داخل أراضي بنغلاديش 58 نهرًا عابرًا للحدود؛ مما يجعل المشاكل والصراعات على المياه شديدة التعقيد على المستوى السياسي بدرجة يصعب حلها – في أغلب الأحوال، مثل المشاكل الموجودة بين الهند والمقاطعة الواقعة على الضفة الجنوبية للنهر. 

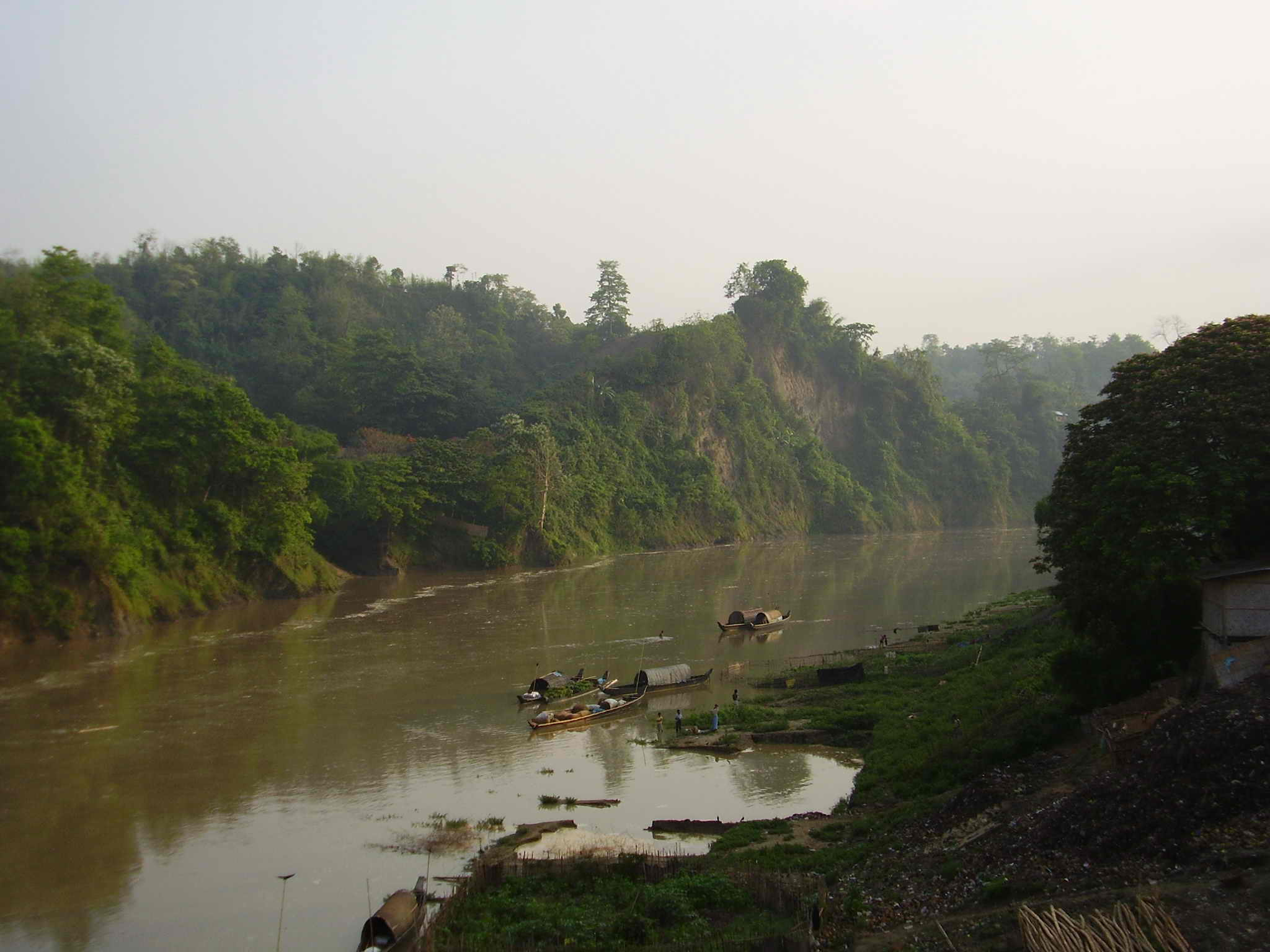
نهر شانكا في باندربان

إن ارتفاع معظم مناطق بنغلاديش أقل من 12 مترًا (حوالي 39 قدمًا) فوق سطح البحر ويُعتقد أن أكثر من 50% من الأرض سوف تغمرها المياه إذا زاد مستوى سطح البحر بنسبة متر (حوالي ثلاثة قدم).

### السطح

خريطة تضاريس بنجلاديش

تُعد مودوك أعلى نقطة في بنغلاديش؛ حيث ترتفع بمسافة 1.052 مترًا فوق سطح البحر (3.451 قدمًا) في تلال جاتجام الذي يقع في جنوب شرق البلاد. يحتل جزءً كبيرًا من الساحل غابة مستنقعية تسمي السندربانز وتعد أكبر غابة أشجار المانجروف الاستوائية في العالم، كما تعد موطنًا للعديد من أنواع الزهور والحيوانات والتي تشمل نمر البنغال الملكي. في عام 1997، تم إعلان أن تلك المنطقة من المناطق الخطرة.

### المناخ

خريطة تصنيف كوبن للمناخ في بنجلاديش

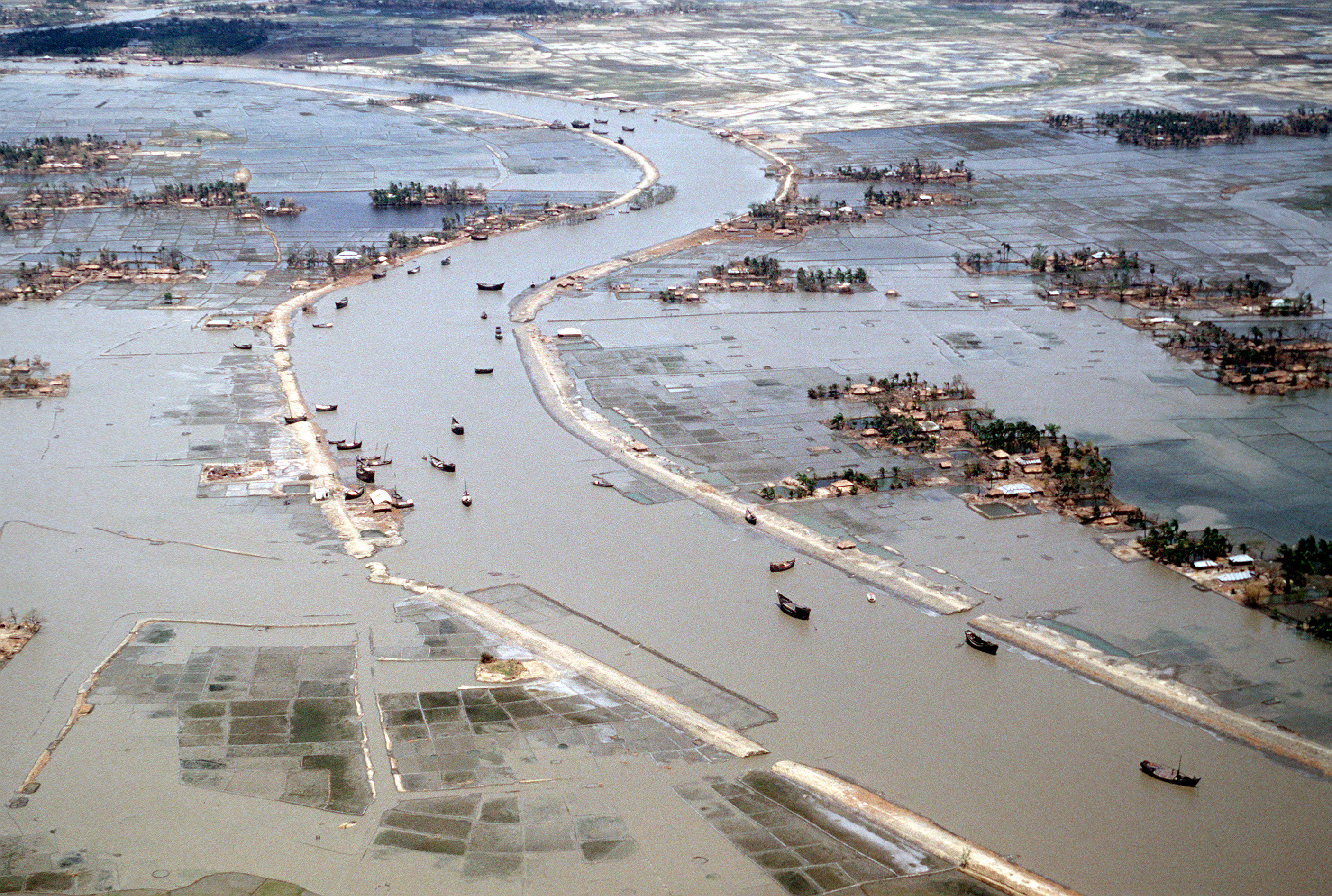
الفيضانات بعد إعصار بنغلاديش عام 1991.

نظرًا لوقوع بنغلاديش في منطقة مدار السرطان، فإن طقسها يكون استوائي شتوي معتدل في الفترة ما بين شهر أكتوبر إلى شهر مارس وحار صيفي رطب في الفترة ما بين شهر مارس إلى شهر يونيو. تستمر الرياح الموسمية الحارة والرطبة بدايةً من شهر يونيو وحتى شهر أكتوبر وتزيد من معدل سقوط الأمطار في بنغلاديش. تحدث العديد من الكوارث الطبيعية كل سنة تقريبًا، مثل الفيضانات والزوابع الاستوائية والأعاصير وارتفاعات المد العنيفة ويصاحب هذه الكوارث الطبيعية آثار إزالة الغابات والتصحر والتعرية. تمتلك مدينة كوكس بازار التي تقع في جنوب جاتجام شاطئًا يمتد بشكل مستمر لمسافة أكثر 120 كيلو مترًا (75 ميلاً).
- في سبتمبر عام 1998، شهدت بنغلاديش أشد الفيضانات خطورةً في تاريخ العالم الحديث. حيث تدفقت مياه أنهار البراهمبوترا والكنك والماجنا وابتلعت ما يقرب من 300.000 منزل و 9,700 كيلومتر (6,000 ميل) من الطريق و 2,700 كيلومتر (1,700 ميل) من السد وتسببت في مقتل 1000 شخص وتشريد أكثر من 30 مليون والقضاء على 135.000 رأس ماشية وتدمير 50 متر مربع من الأرض و 11.000 كيلو متر من الطرق. غمرت المياه ثلثي البلد. كانت هناك العديد من الأسباب التي أدت إلى شدة الفيضان. أولاً، تعرضت البلد لأمطار رياح موسمية غير عادية. ثانيًا، ذابت كميات كبيرة من الجليد من سلسلة جبال الهيملايا في هذا العام. هذا بالإضافة إلى قطع الأشجار التي تحجب مياه الأمطار في العادة، وذلك من أجل استخدامها كحطب أو لزيادة المساحة التي تعيش بها الحيوانات.[55]
- أصبحت بنغلاديش معروفة الآن بأنها من أكثر الدول عرضةً للتغيرات المناخية.[56] يعتقد أن ارتفاع مستوى البحر في العقود القادمة سيتسبّب في تشريد أكثر من 25 مليون لاجئ نتيجةً للتغيرات المناخية.[57]

## الاقتصاد

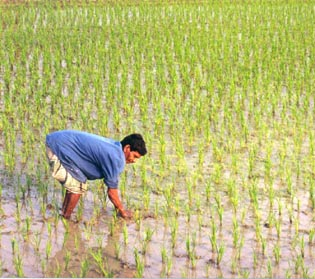
عامل يعمل في حقل أرز – وهو مشهد مألوف في بنغلاديش. يعمل أكثر من ثلثي عدد سكان بنغلاديش في القطاع الزراعي.

على الرغم من المساعي الداخلية والدولية المستمرة لتحسين الأوجه الاقتصادية والسكانية لبنغلاديش، فلا تزال تلك الدولة من الدول النامية."كان دخل الفرد في بنغلاديش طبقًا لإحصاءات عام 2006 1400 دولار سنويًا (بعد تعديلها عن طريق تعادل القوى الشرائية) مقارنةً بمعدل الدخل العالمي للفرد والذي يبلغ 10.200 دولار سنويًا.
يعتبر عود البخور من الأهم الأشجار في بنغلاديش والتي تصدر بكميات كبيرة.
كانت نبتة الجوتة هي المحرك الاقتصادي للدولة في فترة من الفترات. ارتفعت أسهمها في سوق التصدير العالمي في فترة الحرب العالمية الثانية وفي نهاية الأربعينيات بنسبة 80%  وفي أوائل السبعينيات بنسبة 70% من حصيلة الصادرات. على الرغم من ذلك، بدأت منتجات البولي بروبلين تحل محل منتجات الجوتة حول العالم وبدأت صناعتها في الانهيار. تنتج بنغلاديش كميات كبيرة من الأرز والشاي والمسطردة. على الرغم من أن ثلثي سكان الدولة من المزارعين، فإن أكثر من ثلاثة أرباع حصيلة صادرات بنغلاديش تأتي من صناعة الملابس والتي بدأت تجتذب المستثمرين الأوروبيين في الثمانينيات بسبب رِخص العمالة وانخفاض تكاليف التحويل. في عام 2002، كانت حصيلة المنتجات التي تم تصديرها حوالي خمسة بلايين دولار أمريكي. يعمل الآن في الصناعة أكثر من ثلاثة ملايين عامل وتمثل النساء نسبة 90% من عددهم. يدخل إلى الدولة جزء كبير من العملات الأجنبية القادمة من الحوالات البريدية التي يرسلها المغتربون الذين يعيشون في بلاد أخرى.

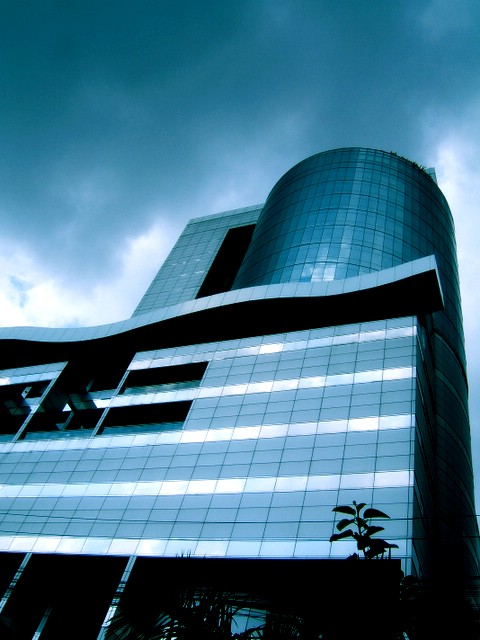
باشوندهارا سيتي أكبر مراكز التسوق في جنوب آسيا

 تتضمن العوائق التي تقف أمام التنمية كثرة الأعاصير والفيضانات والمشاريع غير الفعالة التي تمتلكها الدولة وسوء الإدارة في المرافئ البحرية وازدياد عدد أفراد القوى العاملة والتي تفوق عدد الوظائف الخالية المُتاحة. تتضمن أيضًا العوائق سوء استخدام الطاقة (مثل، الغاز الطبيعي) ونقص إمدادات الطاقة وبطء تطبيق الإصلاحات الاقتصادية والنزاع السياسي الداخلي والفساد. جاء في أحد تقارير البنك الدولي: «إن ضعف الحكومة والمؤسسات العامة من أكبر وأهم العوائق التي تقف في وجه تحقيق التنمية في بنغلاديش.»
على الرغم من كل تلك العقبات، فقد حققت بنغلاديش معدل نمو سنوي يبلغ 5% منذ عام 1990 طبقًا لما أقره البنك الدولي. شهدت بنغلاديش زيادة في حجم الطبقة المتوسطة وكذلك الصناعة الاستهلاكية. في ديسمبر عام 2005، وبعد مرور أربعة أعوام من ظهور تقرير جولدمان ساكس حول الدول ذات الاقتصادات الناشئة وهي البرازيل وروسيا والهند والصين (BRIC)، قام بالإشارة إلى بنغلاديش على أنها إحدى القوى الاقتصادية القادمة إلى جانب مصر وأندونيسيا وباكستان وسبع دول أخرى تحت مسمى "الدول الإحدى عشر المتوقع تفوقها اقتصاديًا". شهدت بنغلاديش ارتفاعًا مذهلاً في الاستثمار الأوروبي المباشر. قامت العديد من المؤسسات متعددة الجنسيات وكبار المؤسسات التجارية المحلية، مثل بيكسمكو وسكوير ومجموعة أكجي وإسباهاني ومجموعة نافانا ومجموعة حبيب ومجموعة كيه دي إس ومؤسسات متعددة الجنسيات، مثل مؤسسة يونوكال وشيفرون بعمل استثمارات ضخمة في بنغلاديش وكانت الأولوية لقطاع الغاز الطبيعي. في ديسمبر عام 2005، أشار البنك المركزي البنغلاديشي إلى أن نسبة نمو الناتج الإجمالي المحلي بلغت حوالي 6.5%.
إن أحد الأشياء التي ساهمت بشكلٍ بارز في نمو الاقتصاد في بنغلاديش هو الانتشار الواسع والشامل لفكرة القروض الصغيرة والتي أعلن عنها محمد يونس (الحاصل على جائزة نوبل للسلام في عام 2006) أثناء وجوده في بنك جارمين. في نهايات فترة التسعينيات، بلغ عدد أعضاء بنك جارمين حوالي 2.3 مليون شخص، بالإضافة إلى حوالي 2.5 مليون عضو في مؤسسات أخرى مماثلة.
قامت الحكومة بإنشاء عدة مناطق لتصنيع الصادرات لجذب الاستثمار الأجنبي، وذلك حتى تعزز حجم التنمية الاقتصادية في البلد. كانت هيئة منطقة تصنيع الصادرات البنغلاديشية تدير هذه المناطق.
جاءت بنغلاديش في المركز 105 في مؤشر الابتكار العالمي عام 2023. لكنها تراجعت إلى المركز 106 وفق مؤشر عام 2024.

## السكان

تشير الإحصائيات الأخيرة والتي صدرت في الفترة ما بين عامي 2005 و 2007 إلى أن عدد سكان بنغلاديش يتراوح ما بين 142 و 159 مليون نسمة، الأمر الذي يجعلها تحتل المرتبة الثامنة على مستوى العالم. تبلغ مساحة بنغلاديش حوالي 148,460 كيلو متر مربع وهي الدولة رقم 94 على مستوى العالم من حيث المساحة، الأمر الذي يجعل الكثافة السكانية شيئاً جدير بالملاحظة. ومن حيث المقارنة الفارقة أن عدد سكان روسيا أقل بنسبة طفيفة من عدد سكان بنغلاديش على الرغم من أن مساحة روسيا حوالي 17.5 مليون كيلو متر مربع وهي أكبر بحوالي 120 مرة من مساحة بنغلاديش. تمتلك بنغلاديش أكبر نسبة كثافة سكانية على مستوى العالم باستثناء عدد قليل من الدول المدينية والدول الصغيرة، مثل البحرين بكثافة سكانية رئيسية تبلغ 1265 شخصًا / كم 2 اعتبارًا من عام 2020. كان معدل النمو السكاني في بنغلاديش ضمن أعلى المعدلات على مستوى العالم في عام 1960 و 1970، وذلك عندما زاد عدد السكان من 50 إلى 90 مليون نسمة، ولكن عندما تم الإعلان عن تحديد النسل في عام 1980 انخفض معدل النمو السكاني. بلغ معدل الخصوبة في 2018 في بنغلاديش 2.05. جدير بالذكر أن معظم السكان من الشباب حيث يشكل الأفراد من عمر 0-25 حوالي 60% من السكان بينما يمثل من يناهزون 65 عامًا أو أكبر نسبة 3%. إن متوسط عمر الفرد في بنغلاديش هو 63 عامًا للرجال والنساء.

### الشعب
يسيطر البنغاليون على الغالبية العظمى من المجموعات العرقية المتواجدة في بنغلاديش ويشكلون حوالي 99% من السكان. تتكون الأغلبية الباقية من السكان من المهاجرين البيهاريين ومجموعات قبلية أهلية. توجد حوالي ثلاث عشرة قبيلة تتمركز في منطقة تلال جاتجام وأكثر القبائل من حيث عدد أفرادها هي قبيلة شاكماس. كانت تلك المنطقة ولا زالت مصدرًا للصراع العرقي منذ ظهور دولة بنغلاديش. وتُعد أكبر المجموعات القبلية خارج منطقة تلال جاتجام هي قبائل سانتال وقبائل جاروس (أكيكس). هناك أيضًا قبائل كايبارتا ومونداس وأورانوز وزومي العرقية. كان ولا زال الإتجار بالبشر أحد المشاكل المعطلة لتقدم بنغلاديش ولا زالت الهجرة غير الشرعية سببًا في حدوث الخلافات مع دولتي بورما والهند.

### اللغات
تُعد اللغة الرسمية والأكثر استخدامًا في أنحاء بنغلاديش كما في ولاية البنغال الغربية هي اللغة البنغالية أو كما يطلقون عليها في تلك المناطق (البانجلا) وهي لغة من اللغات الهندية الآرية من أصل سانسكريت بالإضافة إلى شكل حروفها. يتم استخدام اللغة الإنجليزية كلغة ثانية بين أفراد الطبقات المتوسطة والعليا وفي التعليم العالي. منذ صدور قرار جمهوري في عام 1987، أصبحت اللغة البنغالية هي المستخدمة في كل المراسلات الرسمية ما عدا المراسلات المُرسلة إلى أجانب. 

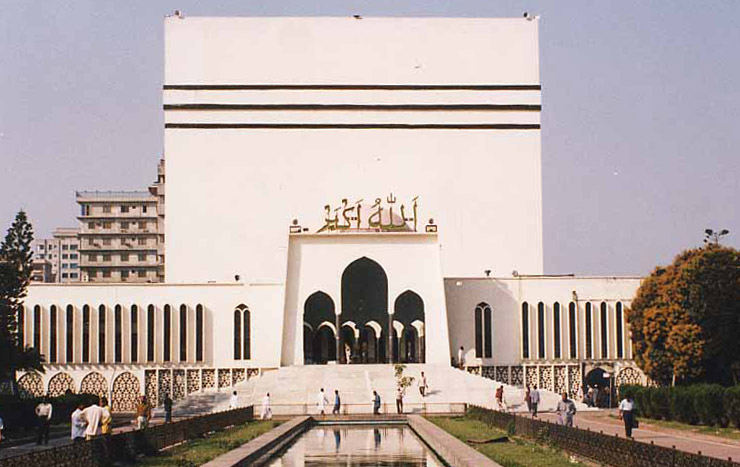
بيت المكرم وهو المسجد الوطني في بنغلاديش في مدينة داكا أنشأ عام 1962.

 يشكل القرويون معظم سكان بنغلاديش ويعيشون على الزراعة كمصدر للرزق. زادت المشاكل الصحية بدايةً من تلوث ماء الشرب مرورًا بتلوث المياه الجوفية بمادة الزرنيخ وانتشار العديد من الأمراض، مثل الملاريا وداء البريميات وحمى الضنك. ارتفعت نسبة المتعلمين في بنغلاديش إلى ما يقرب من 41%. هناك تفاوت كبير في نسب المتعلمين بين الجنسين على الرغم من أن نسبة المتعلمين بين الرجال 50% و 31% بين النساء حسب التقديرات التي أصدرتها منظمة اليونيسيف في عام 2004. زادت نسبة المتعلمين بسبب العديد من البرامج التي طبقت في أنحاء الدولة. يُعد برنامج التعليم والغذاء أحد أنجح تلك البرامج والذي طبق في عام 1993 وبرنامج معاش النساء الدارسات في المراحل الابتدائية والثانوية.

### الدين

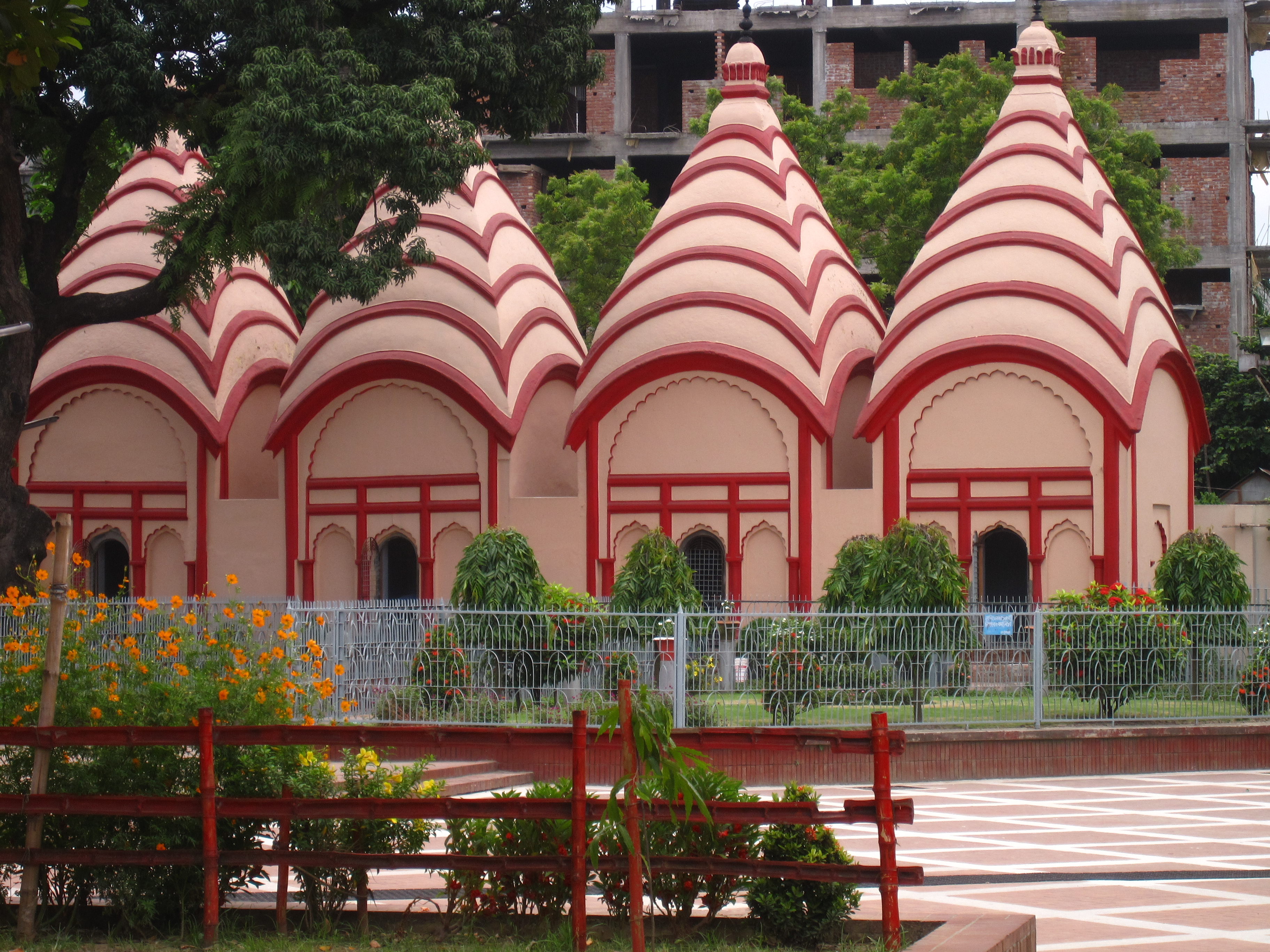
معبد هندوسي في داكة، بنجلاديش.

يُعد الإسلام الديانة الرئيسية في بنغلاديش؛ حيث يبلغ عدد المسلمين في بنغلاديش حوالي %91.7 من العدد الإجمالي للسكان وهناك أقلية ضخمة تدين بالديانة الهندوسية وتبلغ حوالي %7.95 من العدد الإجمالي للسكان في بنغلاديش. يشكل المسلمون السُنة حوالي 96% من العدد الإجمالي للمسلمين بينما يمثل الإسماعيلية نسبة 3% وتمثل الطائفة الأحمدية أقل من 0.4%. تتضمن المجموعات التي تدين بالديانات الأخرى البوذيين (0.7% وأغلبهم يمثلون المدرسة البوذية الأولى ثيرافادا) والمسيحيين (0.3% وأغلبهم من الطائفة الرومانية الكاثوليكية) والأرواحيين (0.1%). تحتل بنغلاديش المرتبة الرابعة بعد أندونيسيا وباكستان والهند من حيث عدد المسلمين فيها والذي يتجاوز 130 مليون نسمة. يعتبر الإسلام هو الديانة الرسمية داخل بنغلاديش، ولكن تعيش الديانات الأخرى وتمارس شعائرها في سلام. صنفت الأمم المتحدة بنغلاديش على أنها دولة ديموقراطية مسلمة معتدلة من الدرجة الأولى.

## الثقافة

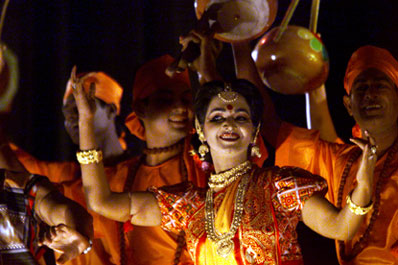
فنانات استعراضيات من بنغلاديش تؤدين رقصة تقليدية

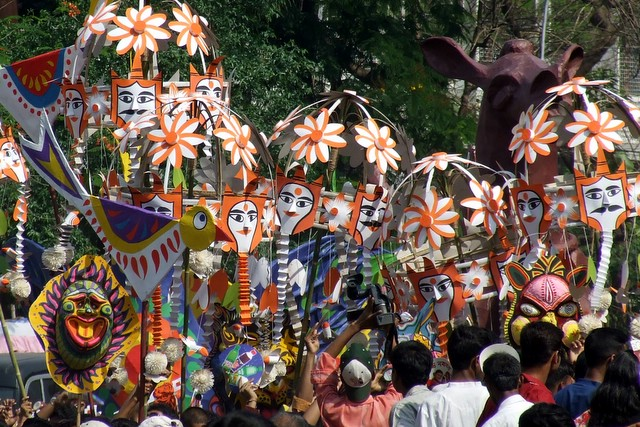
احتفالات رأس السنة البنغالية الجديدة في داكا

### اللغة الرسمية
تتميز مظاهر الثقافة في بنغلاديش بالجمع بين القديم والحديث ويعكس التاريخ الطويل لتلك المنطقة. تفتخر اللغة البنغالية بتراث تاريخي غني تشترك فيه بنغلاديش مع الولاية الهندية في البنغال الغربية. تُعد Charyapada (شاريابادا) أول النصوص الأدبية التي ظهرت في بنغلاديش في القرن الثامن الميلادي.

### الادب
كان الأدب البنغالي في القرون الوسطى يتناول في الغالب إما الموضوعات الدينية (مثل، Chandidas/ تشانديداس) أو مقتبس من لغات أخرى (مثل، Alaol/ علاول ). وصل الأدب البنغالي إلى قمة تعبيره عن المشاعر في القرن التاسع عشر عن طريق شعراء عظماء، مثل رابندراناث طاغور وكازي نازرول إسلام. تمتلك بنغلاديش أيضًا تاريخًا طويلاً من الأدب الشعبي، على سبيل المثال مجموعة الأغاني الشعبية (Maimansingh Gitika/ ميمنسينغ جيتيكا )و مجموعة القصص الشعبية ( Thakurmar Jhuli/ ثاكومار جولي ) ومجموعة القصص المرتبطة بجوبال بهار (وهو مهرج أسطوري كان يعمل في البلاط الملكي البنغالي في العصور الوسطى وكانت تتميز قصصه بالحكمة). من شعراء بنغلاديش الشاعر آل محمود.

### الموسيقى
تُعد Baniprodhan الموسيقى التقليدية في بنغلاديش وهي عبارة عن بعض الأغاني الشعبية التي يصاحبها العزف من بعض الآلات الموسيقية. يعتبر أيضًا تقليد باول من التراث الفريد للموسيقى الشعبية البنغالية وهناك العديد من التقاليد الموسيقية الأخرى في بنغلاديش والتي تختلف من منطقة لأخرى. من الأشكال الموسيقية المشهورة هناك جومبهيرا وبهاتيالي وباهاوايا.  غالبًا ما تكون الموسيقى الشعبية البنغالية مصحوبة بألحان آلة «الإكتارا» وهي آلة ذات وتر واحد.  توجد الآلات موسيقية أخرى، مثل الدوتارا والدهول والفلوت والطبلة.  تمتلك بنغلاديش أيضًا تراثًا رائجًا من الموسيقى الكلاسيكية الشرق هندية.  وبالمثل، فإن أشكال الرقص البنغلاديشي مأخوذة من التقاليد الشعبية القديمة، وخاصةً من المجموعات القبائلية وتقليد الرقص الهندي بوجه عام.

### السينما والتلفزيون
تنتج بنغلاديش حوالي 80 فيلمًا في السنة.، وخاصةً الأفلام الهندية مشهورة وذات شعبية كبيرة. هناك ما يقرب من 200 جريدة يومية تصدر في بنغلاديش بالإضافة إلى أكثر من 1800 مجلة دورية. على الرغم من ذلك، فإن عدد القراء الدائمين منخفض حيث يقل عن 15% من إجمالي عدد السكان. يستمع سكان بنغلاديش إلى العديد من البرامج الإذاعية المحلية والوطنية في إذاعة بنغلاديش الوطنية بنغلاديش بيتار بالإضافة إلى أربع محطات إذاعية خاصة وهي (راديو فوورتي وإيه بي سي راديو وراديو توداي وراديو عمار) وتزداد شعبية تلك الإذاعات بين الشباب بسرعة كبيرة في المدن المهمة. هذا بالإضافة إلى أن هناك إذاعة (بانجالا) والتي تقدم خدماتها للمستمعين من هيئة الإذاعة البريطانية (بي بي سي) وإذاعة صوت أمريكا. يعد تلفزيون بنغلاديش الحكومي هو القناة التليفزيونية الرائدة في بنغلاديش، ولكن في السنوات القليلة الماضية تطورت القنوات التليفزيونية الخاصة كثيرًا.
انظر أيضا:
قنوات بنغلاديش والأقمار التي تبث منها EN

### المطبخ
ترتبط تقاليد الطهي في بنغلاديش ارتباطًا شديدًا بأسلوب الطهي الهندي وفن الطهي في دول الشرق الأوسط بالإضافة إلى أن له مميزاته الفريدة. يُعد الأرز والكاري من الأطعمة التقليدية المفضلة في بنغلاديش. يقوم أيضًا أهل بنغلاديش بصناعة الحلوى من منتجات الألبان ومن الحلويات الشائعة هناك الروشوجولا و الشومشوم و الكالوجام.

### الأزياء
إن الساري أكثر الأزياء شعبيةً التي ترتديها النساء في بنغلاديش. تُعرف مدينة داكا بإنتاجها لزي الساري من الأنسجة القطنية من جامداني. هذا بالإضافة إلى أن قميص سلوار مشهور أيضًا وفي بعض المدن ترتدي بعض النساء الملابس الغربية المزخرفة. ينتشر ارتداء الملابس الغربية لدى الرجال أكثر من النساء. يرتدي الرجال أيضًا الكورتا بيجاما غالبًا في المناسبات الدينية واللونجي وهو عبارة عن قميص طويل. 

### الأعياد والعطلات الرسمية
إن عيدي الفطر والأضحى هما أكبر احتفالين في التقويم الإسلامي في بنغلاديش. تسمى وقفة عيد الفطر بليلة القمر وغالبًا ما يتم الاحتفال بها بالألعاب النارية. هذا بالإضافة إلى الاحتفال بأعياد إسلامية أخرى.  في حين أن الأعياد الهندوسية المهمة في بنغلاديش هي دورجا بوجا وكالي بوجا وسارسواتي بوجا.  يعد احتفال بوذا بورنيما الذي يشير إلى ميلاد جوتاما بوذا من أكبر الاحتفالات البوذية في بنغلاديش، بينما يحتفل بأعياد الكريسماس الأقلية المسيحية في بنغلاديش.  يعتبر الاحتفال برأس السنة البنغالية الجديدة ويسمى باهيلا بيشاك أحد أهم الاحتفالات في بنغلاديش.  توجد احتفالات أخرى في بنغلاديش، مثل احتفال نوبانو واحتفال باوش وطقوس الأعياد القومية، مثل شهيد ديبوش.

### الرياضة
في الوقت الذي تعتبر فيه رياضة الكبادي (نوع من المصارعة) هي اللعبة الوطنية في بنغلاديش، فإن كرة القدم والكريكيت أكثر شعبية منها حيث يعتبر الكريكيت اللعبة الشعبية الأولى في بنغلاديش ويتبعها في الترتيب كرة القدم. فاز فريق الكريكيت البنغلاديشي بكأس الاتحاد الدولي للكريكيت في عام 1997 ضد منتخب كينيا مما أهّل المنتخب للانتقال إلى بطولة كأس العالم للكريكيت عام 1999. في المشاركة الأولى للمنتخب البنغلاديشي في كأس العالم فاز على منتخب باكستان في الجولة الأولى. في عام 2000، تم منح فريق الكريكيت البنغلاديشي اختبارات إضافية في اللعبة وكان قادرا على اللعب مع منتخبات أخرى. في أحيان كثيرة فاز منتخب الكريكيت البنغلاديشي على منتخب أستراليا ونيوزيلندا وسيريلانكا وباكستان والأكثر أهمية أنه حقق الفوز على منتخبي جنوب أفريقيا والهند في كأس العالم للكريكيت عام 2007. تتضمن الألعاب الشعبية الأخرى في بنغلاديش الهوكي والتنس وتنس الريشة وكرة اليد والكرة الطائرة والشطرنج وألعاب كيرم والكبادي التي تعتبر الرياضة الوطنية في بنغلاديش. ينظم المجلس الرياضي البنغلاديشي شؤون حوالي تسعة وعشرين اتحادًا رياضيًا.

## روابط خارجية
الحكومة
- بنغلاديش بوابة الحكومة الرسمية الحكومية'
- برلمان بنغلاديش
- أمانة لجنة الانتخابات
- المجلس الوطني للإيرادات
- مجلس الهاتف والتلغراف بنغلاديش (BTTB/T&T) نسخة محفوظة 11 مارس 2006 على موقع واي باك مشين.
- النماذج الإلكترونية في حكومة بنغلاديش، في الإنكليزية
- رئيس الدولة وأعضاء مجلس الوزراء '

معلومات عامة
- Bangladesh  على كتاب حقائق العالم
- Bangladesh at UCB Libraries GovPubs '
- بنغلاديش على مشروع الدليل المفتوح
- Banglapedia الموسوعة القومية بنغلاديش '

أخرى
- المصنعين ومصدري الملابس في بنغلاديش
- اتحاد غرف التجارة والصناعة في بنغلاديش
- السياسات الوطنية في بنغلاديش  من SDNP
- الإبادة الجماعية في بنغلاديش، 1971